# اوئه هیروموتو

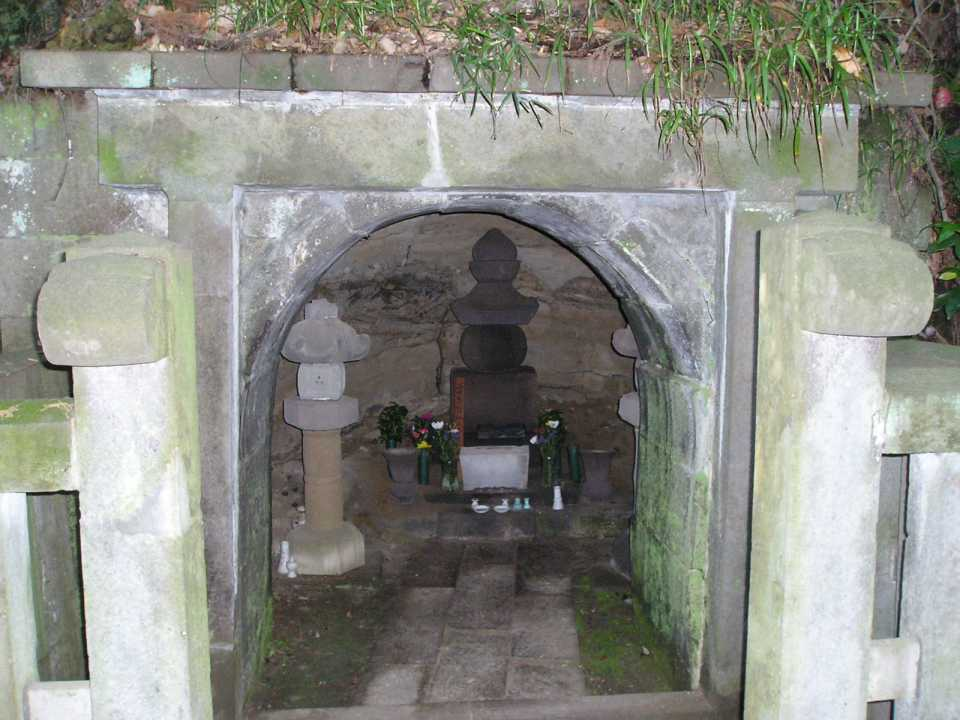
مقبره اوئه نو هیروموتو

اوئه نو هیروموتو (به ژاپنی: 大江 広元 Ōe no Hiromoto) (۱۱۴۸–۱۲۲۵) یک کوگه (اشراف وابسته به دربار) و سامورایی در شوگون‌سالاری کاماکورا بود. چهارمین پسر او موری سوئه‌میتسو اولین رهبر خاندان موری بود.